# سرخیو لماز
سرخیو لماز (انگلیسی: Sergio Llamas؛ زادهٔ ۶ مارس ۱۹۹۳) بازیکن فوتبال اهل اسپانیا است.
از باشگاه‌هایی که در آن بازی کرده‌است می‌توان به باشگاه فوتبال دپورتیوو آلاوس و باشگاه فوتبال و-واران ناگاساکی اشاره کرد.